# Beethoven (TV-serie)
Beethoven är en amerikansk animerad TV-serie från Universal baserad på filmen Beethoven.

## Rollfigurer
| Dean Jones      | – George Newton (röst)                     |
| Tress MacNeille | – Alice Newton (röst)                      |
| Nicholle Tom    | – Ryce Newton (röst)                       |
| J.D. Daniels    | – Ted Newton (röst)                        |
| Kath Soucie     | – Emily Newton (röst)                      |
| Joel Murray     | – Beethoven (röst)                         |
| Joe Pantoliano  | – Sparky (röst)                            |
| Bill Fagerbakke | – Caesar (röst)                            |
| Hank Azaria     | – Killer the Poodle / Övriga röster (röst) |

## Avsnitt
1. The Experiment
2. Car Trouble
3. The Mighty Cone-Dog
4. Puppy Time
5. The Morning Paper
6. The Big One
7. Fleas!
8. Scent of a Mutt
9. Down on the Farm
10. The Pound
11. Pet Psychiatrist
12. The Gopher Who Would Be King
13. Mr. Huggs' Wild Ride
14. Cyrano de Beethoven
15. The Mailman Cometh
16. Cat Fight
17. Kindergarten Caper
18. The Guard Dog
19. The Good, The Bad and the Poodle
20. Dog Dreams
21. Good Old George
22. A Cat Named Rover
23. The Dog Must Diet
24. The Incredible Pointless Journey
25. Whale Hunter
26. Wee-end for every life

1. ↑  Vincent Terrace, ”764 Beethoven”, Encyclopedia of Television Shows, 1925 through 2010, McFarland & Company, 30 oktober 2011, ISBN 978-0-7864-6477-7.[källa från Wikidata]